# Bahnhof Bad Marienberg
Der Bahnhof Bad Marienberg (Westerwald) ist ein Bahnhof an der stillgelegten Bahnstrecke Erbach–Fehl-Ritzhausen in der Kleinstadt Bad Marienberg im Westerwaldkreis in Rheinland-Pfalz. Bis zur Erhebung der Stadt Marienberg zum Bad 1967 hieß der Bahnhof Marienberg-Langenbach. Er wurde im Jahr 1969 umbenannt.
Das 1905/06 erbaute Bahnhofsgebäude steht unter Denkmalschutz. Der Bahnhof hatte im Güterverkehr Bedeutung für den Basalttransport. Heute ist das Bahnhofsgebäude unter dem Namen „Jugendbahnhof“ ein Jugendzentrum der Stadt Bad Marienberg. Zu Zeiten der Flüchtlingskrise ab 2015 wurde es zeitweise auch als Flüchtlingsunterkunft genutzt.
Der Personenverkehr wurde 1971 eingestellt, der Güterverkehr 1994. Im Jahr 1996 wurde der Bahnhof gemeinsam mit der Strecke vollständig stillgelegt.
Es verkehren Regionalbuslinien vom Bahnhof Bad Marienberg u. a. zum Bahnhof Nistertal-Bad Marienberg, der der nächstgelegene Bahnanschluss an der Bahnstrecke Limburg–Altenkirchen ist.
Nach der Stilllegung der Bahnstrecke Erbach-Fehl-Ritzhausen und des Bahnhofes Bad Marienberg, wurde der Bahnhof Erbach (Westerwald) in Nistertal-Bad Marienberg umbenannt.